# Prix Duncan-Graham
 (avril 2023).
Si vous disposez d'ouvrages ou d'articles de référence ou si vous connaissez des sites web de qualité traitant du thème abordé ici, merci de compléter l'article en donnant les références utiles à sa vérifiabilité et en les liant à la section « Notes et références ».
Le Prix Duncan-Graham, nommé en l'honneur du médecin canadien Duncan Archibald Graham (en) (1882-1974), est l'un des plus prestigieux décernés par le Collège royal des médecins et chirurgiens du Canada. Il est attribué annuellement en reconnaissance d'une contribution remarquable à l'éducation médicale. 

## Lauréats
- 2011 — Henry Mandin
- 2010 — Gordon G. Page
- 2009 — John W. Bradley
- 2008 — I. John Parboosingh
- 2007 — William A. Webber
- 2006 — Ian Hart
- 2005 — James A. Silcox
- 2004 — Murray Urowitz
- 2003 — John Ruedy
- 2002 — A. Keith W. Brownell
- 2001 — Jacques Des Marchais
- 2000 — Robert Maudsley
- 1999 — Bernard Langer
- 1998 — E. Kinsey M. Smith
- 1997 — Richard Cruess
- 1996 — Chester B. Stewart
- 1995 — Lloyd D. MacLean
- 1994 — Mamoru Watanabe
- 1993 — Oliver E. Laxdal
- 1992 — C. Barber Mueller
- 1991 — Gilles Pigeon
- 1990 — John C. Beck
- 1989 — William B. Spaulding
- 1988 — Pierre Bois
- 1987 — Harry Hugh Allen
- 1986 — Charles P. Leblond
- 1985 — Fraser N. Gurd
- 1984 — Martin M. Hoffman
- 1983 — Ronald V. Christie
- 1982 — Angus D. McLachlin
- 1981 — Donald R. Wilson
- 1980 — J. Wendell MacLeod
- 1979 — J.S.L. Browne
- 1978 — Lea C. Steeves
- 1977 — John F. McCreary
- 1976 — Eugène Robillard
- 1975 — William Boyd
- 1974 — Robert C. Dickson
- 1973 — —
- 1972 — Douglas E. Cannell
- 1971 — Walter C. MacKenzie
- 1970 — —
- 1969 — John P. Hubbard